# Pseudomonas fluorescens
Pseudomonas fluorescens là một loài vi khuẩn hình roi gram âm. Nó thuộc chi Pseudomonas, dựa vào phân tích 16S rRNA nó được đặt vào nhóm P. fluorescens của chi, mà nó cho mượn tên.
Nghiên cứu thực hiện trên fluorescens Pseudmonas đã cho thấy tiềm năng của loại vi khuẩn có lợi trong xử lý sinh học chống lại các tác nhân gây bệnh của nhiều giống cây trồng. Các kết quả của thí nghiệm cho thấy ở nồng độ cao, Pseudomonas fluorescens thử nghiệm ức chế sản xuất bào tử của nấm gây bệnh thực vật (như Alternaria cajani và Curvularia lunata phát triển trên bề mặt thực vật gây ra bệnh tật). Pseudomonas fluorescens tăng trưởng tối ưu nhiệt độ là 25 độ C cũng có thể tồn tại ở nhiệt độ thấp tới 0 độ C.
Thuốc kháng sinh như pyrrolnitrin, pyoluteorin, và 2,4-diacetylphloroglucinol ức chế sự tăng trưởng phytopathogen được sản xuất bởi Pseudomonas fluorescens Pf-5. 
Bệnh do vi khuẩn Ralstonia solanacearum gây ra, đặc biệt gây hại những cây như cà chua, cà tím, khoai tây, thuốc lá.